# Алинч, Ян
Ян Алинч (чеш. Jan Alinč; род. 27 мая 1972, Лоуни, Чехословакия) — бывший чешский хоккеист, нападающий. Участник Олимпийских игр 1994 года в составе сборной Чехии по хоккею.

## Биография
Ян Алинч является воспитанником литвиновского хоккея. Дебютировал за «Литвинов» в чемпионате Чехословакии сезона 1990/91. За границей играл в Финляндии, Швеции и Германии. Вернувшись в Чехию, играл в первой чешской лиге за «Усти-над-Лабем» и «Мост» где и закончил карьеру в 2018 году.
После окончания карьеры хоккеиста поддерживал спортивную форму, играя в ин-лайн хоккей (хоккей на роликовых коньках). 6 мая 2019 года во время матча по ин-лайн хоккею упал головой в борт и получил тяжёлую травму головы, после которой вынужден долго лечиться в больнице.

## Достижения
Серебряный призёр чемпионата чемпионата Чехии 1996 и чемпионата Швеции 1999
 Бронзовый призёр чемпионата Европы среди юниоров 1990 и чемпионата Чехии 2013

## Статистика
Чешская (Чехословацкая) Экстралига — 679 игр, 505 очков (191 шайба + 314 передач)
Чемпионат Германии — 142 игры, 142 очка (50+92)
Чемпионат Финляндии — 66 игр, 39 очков (11+28)
Чемпионат Швеции — 57 игр, 19 очков (8+11)
Чешская первая лига — 321 игра, 241 очко (58+183)
Чешская вторая лига — 12 игр, 13 очков (3+10)
Сборная Чехии — 57 игр, 11 голов
Сборная Чехословакии — 2 игры, 1 гол
Всего за карьеру — 1336 игр, 333 гола